# Enfant du matin
Enfant du matin (titre original : Morning Child) est le titre d'une nouvelle de Gardner R. Dozois, parue pour la première fois en janvier 1984 dans le magazine Omni. Cette nouvelle est reprise dans le recueil original Geodesic Dreams: The Best Short Fiction of Gardner Dozois, regroupant quatorze histoires de l'auteur, publié en octobre 1992.
La nouvelle a été traduite et publiée en français en mai 1986 dans l'anthologie Univers 1986 parue aux éditions J'ai lu.

## Prix littéraire
- La nouvelle a remporté le prix Nebula de la meilleure nouvelle courte 1984.